# Hansina Christiaan
Hansina Christiaan là một chính trị gia Namibia. Thành viên của SWAPO, Christiaan là thành viên của Quốc hội Namibia lần thứ 4 từ năm 2005-2010.